# Tonnensalpen
Die Tonnensalpen (Doliolidae) – auch Cyclomyaria genannt – sind freischwimmende Manteltiere. Es gibt vier Gattungen mit etwa 15 Arten.
Der elastische, durchsichtige Mantel ist von 8 bis 9 Muskelbändern umgeben, die zum Mantel antagonistisch wirken. Die Tiere verfügen über einen komplizierten Generationswechsel: Durch geschlechtliche Fortpflanzung entsteht ein Oozoid (Ammentier), auf vegetativem Weg mehrere Stadien (Blastozoide).
Das Oozoid produziert auf ungeschlechtlichem Weg aus einem auf der ventralen Seite befindlichen sogenannten Stolo prolifer Knospen, die über eigene Trägerzellen (Phorozyten) auf den Dorsalstolo (Fortsatz am dorsalen Ende) transferiert werden. Die über Knospen gebildeten Blastozoide sind auf dem Dorsalstolo in drei Reihen angeordnet. Die Blastozoide, die sich an den Seiten befinden, besitzen einen großen Kiemendarm, sie dienen der Ernährung der Kolonie und werden Trophozoide genannt.
Das Ammentier übernimmt die Funktion des Transports der Kolonie. Die auf der medianen Reihe befindlichen Tiere (Phorozoide) übernehmen eine Pflegefunktion und entwickeln eine Geschlechtsknospe, die sich 10- bis 20-mal teilt. Daraus ergibt sich die dritte Generation, die aus Geschlechtstieren (Gonozoiden) besteht. Das Gonozoid ist zwittrig und bildet in seinem Inneren ein Ei aus, das von fremden Samenzellen befruchtet wird. Aus diesem Ei entsteht eine Larve mit chorda dorsalis. Nach einer Metamorphose entsteht daraus ein Ammentier.